# من برای تو چه کسی هستم..! (فیلم ۲۰۱۷)
من برای تو چه کسی هستم.. ! (به بنگالی: Ami Je Ke Tomar) و (به انگلیسی: Who am I to you) فیلمی هندی محصول سال ۲۰۱۷ و به کارگردانی رابی خاگی است. در این فیلم بازیگرانی همچون انکوش حضرا، نصرت جهان و سایانتیکا بانرجی ایفای نقش کرده‌اند.